# Jorge Hernández (paroisse civile)
Pour les articles homonymes, voir Jorge Hernández.
Jorge Hernández est l'une des neuf paroisses civiles de la municipalité de Cabimas dans l'État de Zulia au Venezuela. Sa capitale est Cabimas.

## Géographie

### Situation

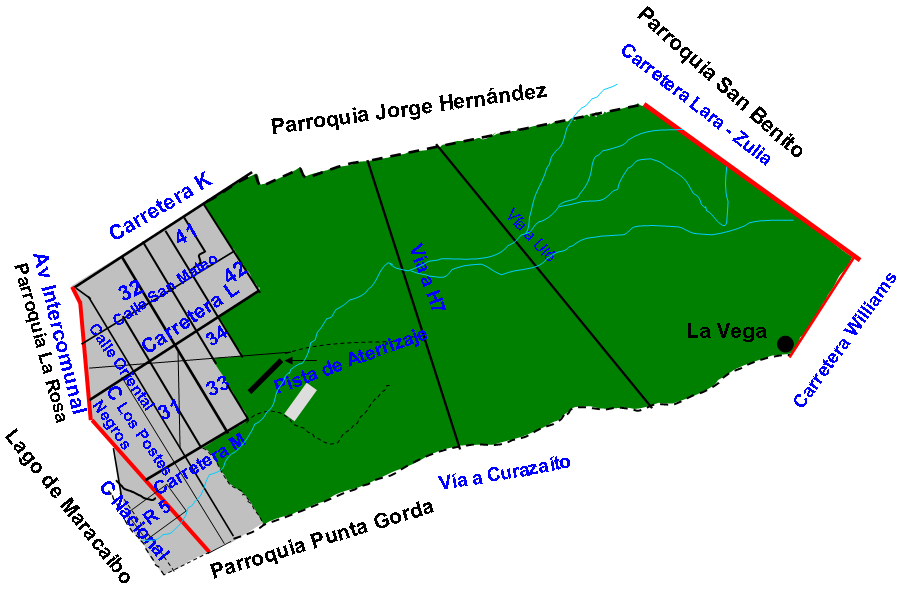
Carte de la paroisse civile.

La paroisse civile s'étire d'ouest en est entre la côte du lac de Maracaibo qui constitue sa bordure occidentale et la carretera Lara-Zulia, sa limite orientale. Elle est limitée par les paroisses civiles de La Rosa au nord-ouest, Rómulo Betancourt au nord, San Benito au nord-est, Arístides Calvani à l'est et Punta Gorda au sud.

### Transports
La partie occidentale de la paroisse civile est quadrillée par la trame viaire de la ville de Cabimas : du nord au sud par les carreteras K, L et M et l'ouest en est par les calles Nacional, Los Postes Negros, Oriental, puis par les avenidas 31 à 42.

## Lieux et monuments
Elle abrite peu d'éléments remarquables à l'exception d'une piste d'aviation à l'est de l'avenida 33.